# 龍虎山郊野公園

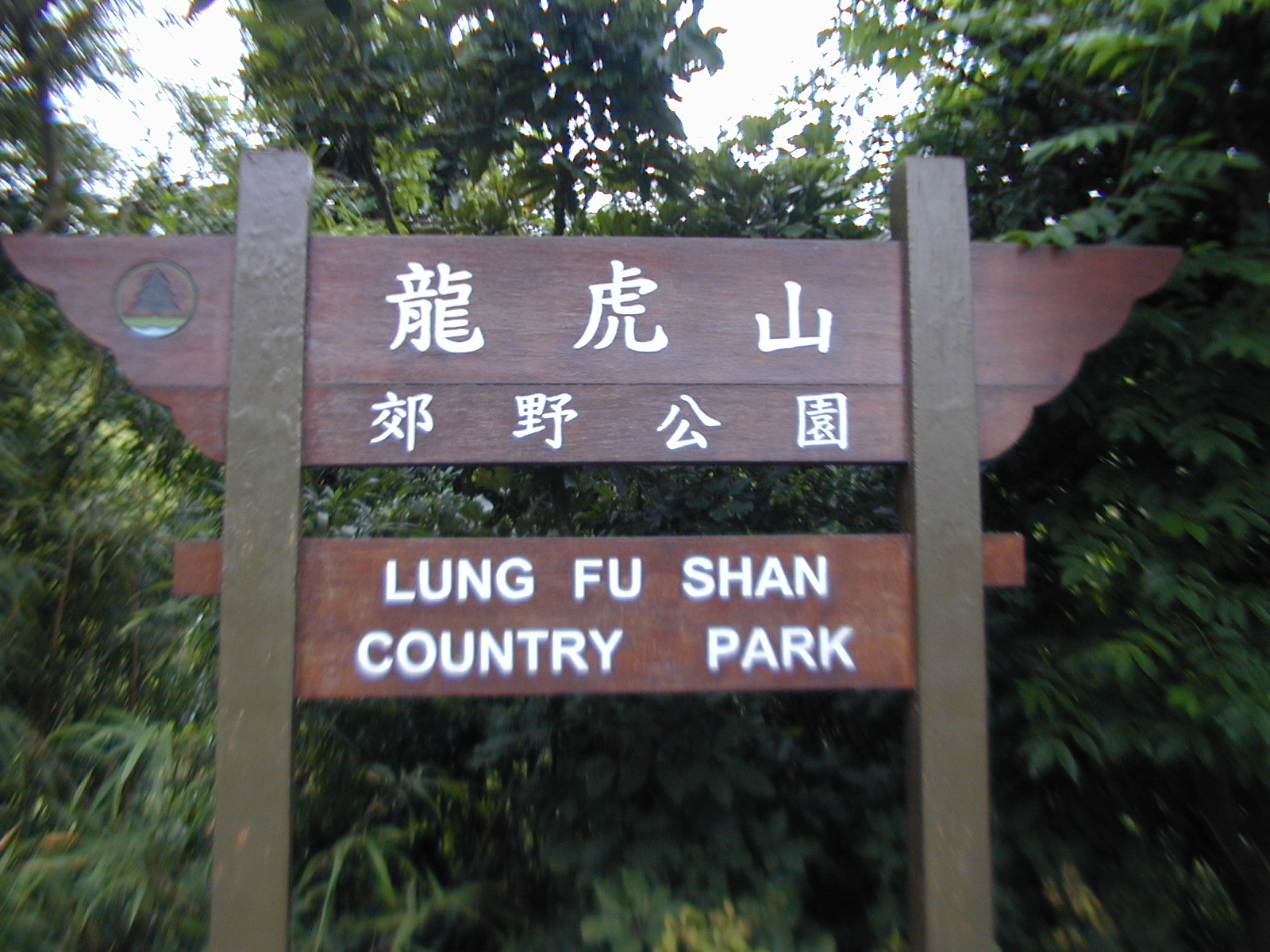
龍虎山郊野公園的牌坊

龍虎山郊野公園（英語：Lung Fu Shan Country Park）（劃定於1998年12月18日）是位於香港香港島西部的一個郊野公園。它是香港主權移交後第一個劃定的郊野公園。該公園佔地約47公頃，為香港面積最小的郊野公園（不計特別地區）。它的覆蓋範圍為龍虎山和夏力道以北的西高山山腰，園內主要為樹木茂密的山坡。因為鄰近西環（西半山）住宅區（西營盤、石塘咀等地），交通方便，所以很受晨運客歡迎。它的東面以克頓道為界，南面為夏力道，而西面和北面則以一條由水務署建造的引水道為界（引水道上面築有一條稱為碧珊徑的小徑）。
2015年9月香港大學生物科科學學院博士管納德領導的研究團隊在龍虎山郊野公園環境教育中心下10米的石壆位置發現全球新蟻種，命名為「紫荊花細腰家蟻（Paratopula bauhinia），又稱金樹蟻。

## 景點

### 龍虎山山頂

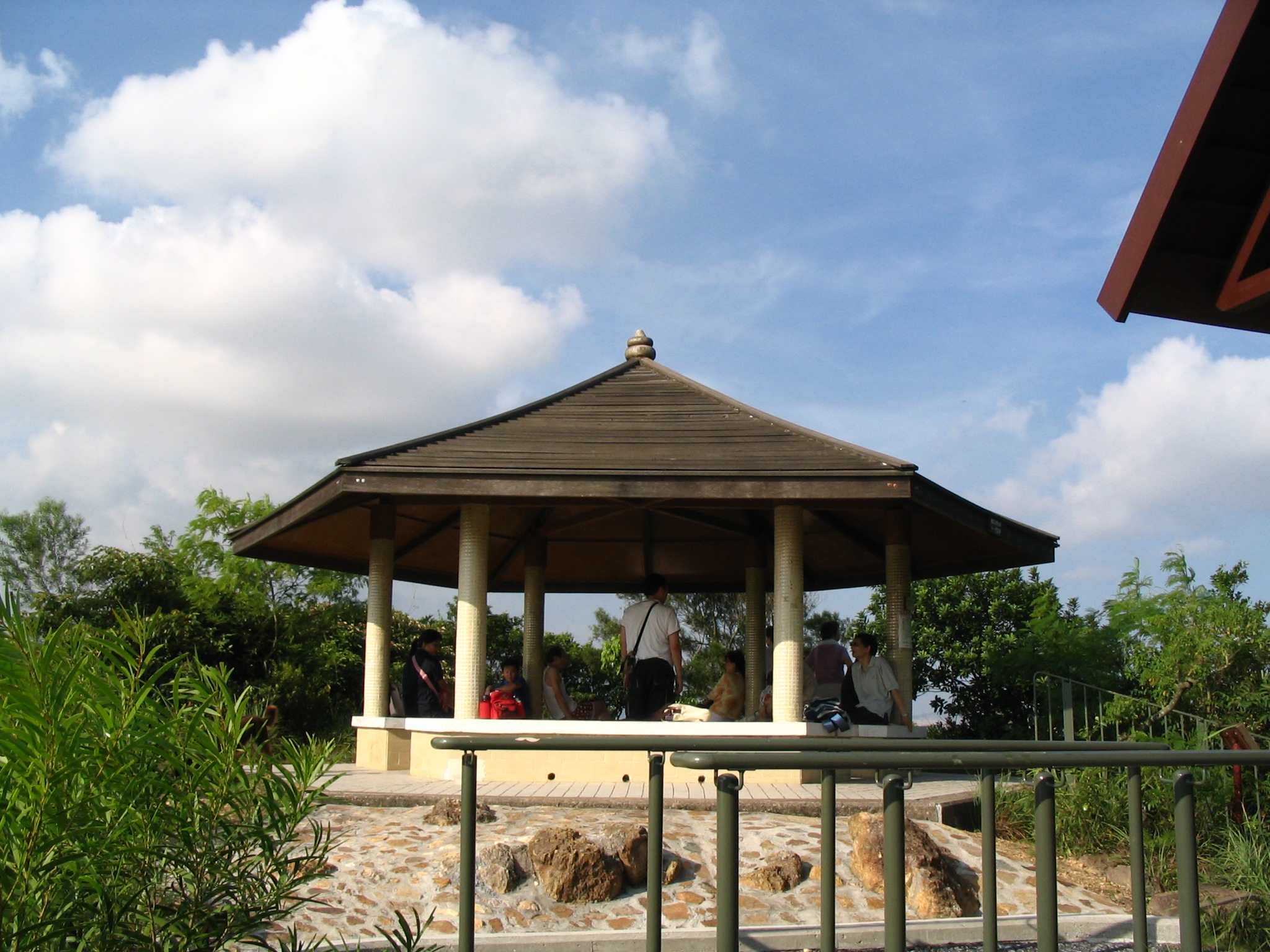
龍虎山山頂十一號涼亭

龍虎山山頂上建有十一號涼亭，可眺望維多利亞港兩岸。遊人如果是沿克頓道登山，在牌坊過後的分叉路轉右，並在以後的分叉路再轉右，即可找到登上山頂的梯級。

### 松林廢堡
松林廢堡建於1903年，本是一個軍事用地，但在香港淪陷時受到破壞。因為它已被荒廢，而又位於松林之間，故得名。
由於當地有大量廢棄的營房，所以吸引了很多喜歡打野戰的人前來。因此漁農自然護理署（郊野公園及海岸公園管理局）在廢堡設立了警告牌，說明「任何人未經當局許可攜帶任何種類火器、氣槍及投彈器具或裝置進入此區，可被檢控」，以免該處的歷史遺跡再受更多破壞。雖然如此，當地仍隨地可見大量塑膠的BB彈。

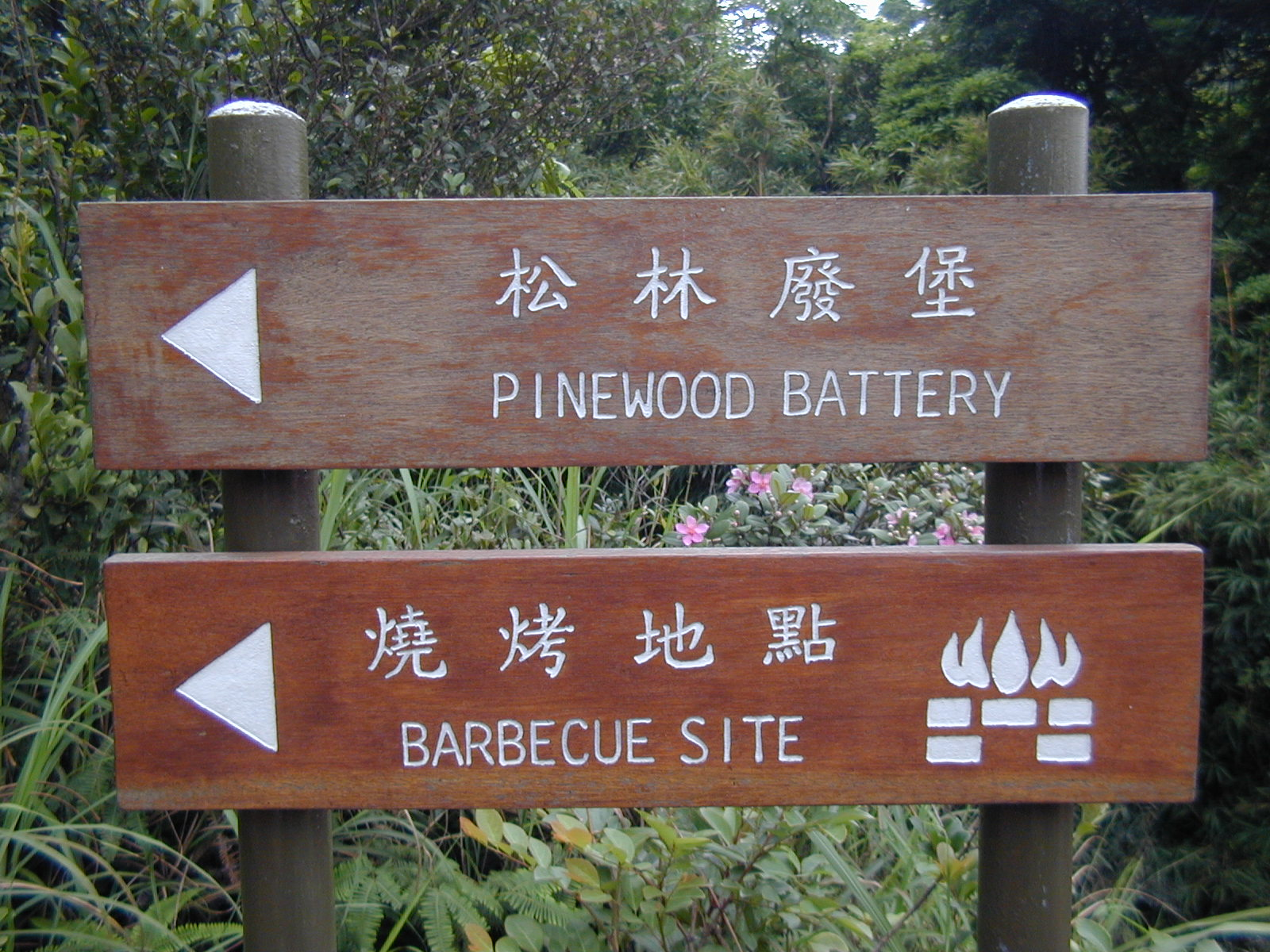
松林廢堡的指示牌
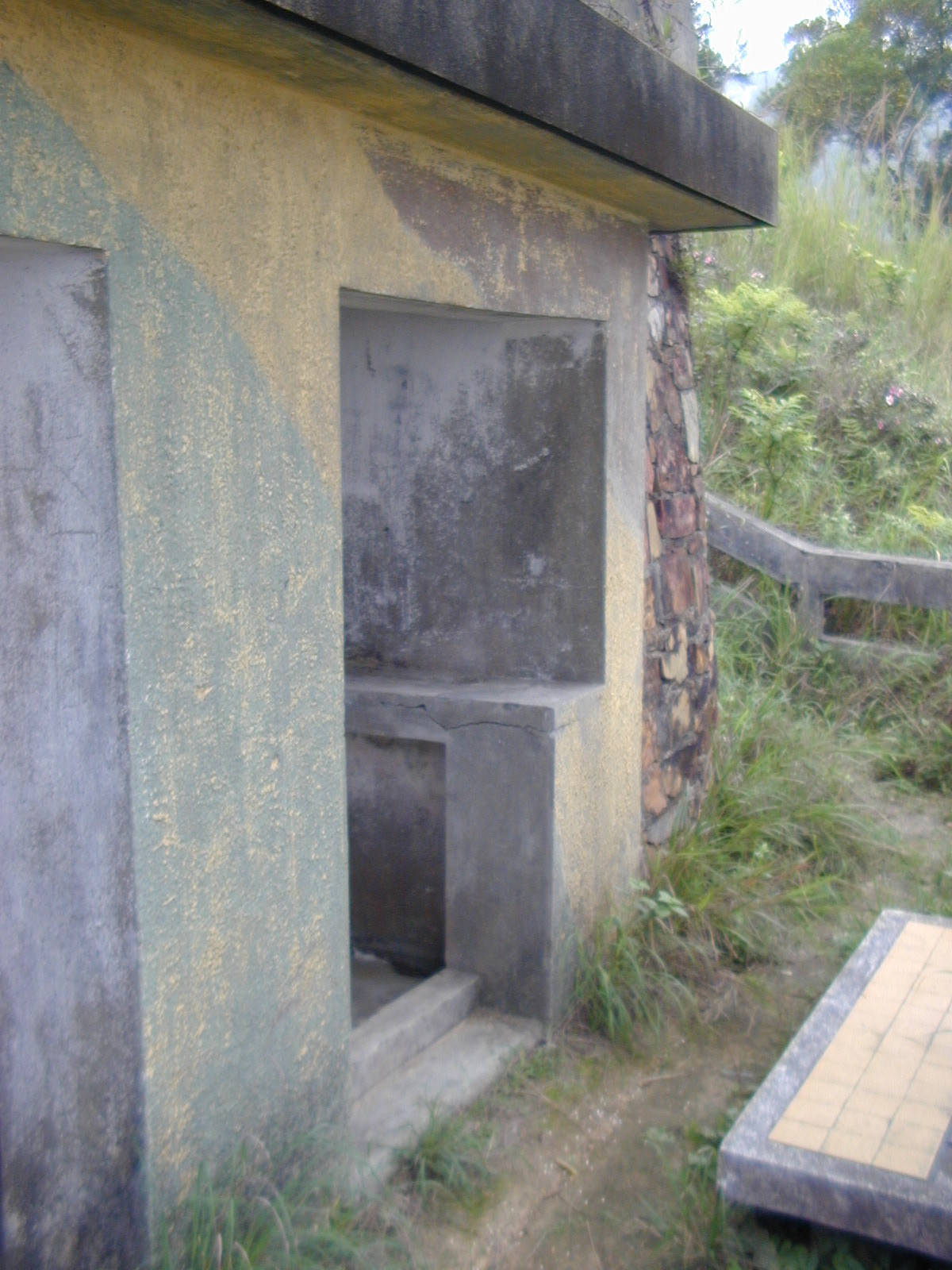
荒廢了的營房
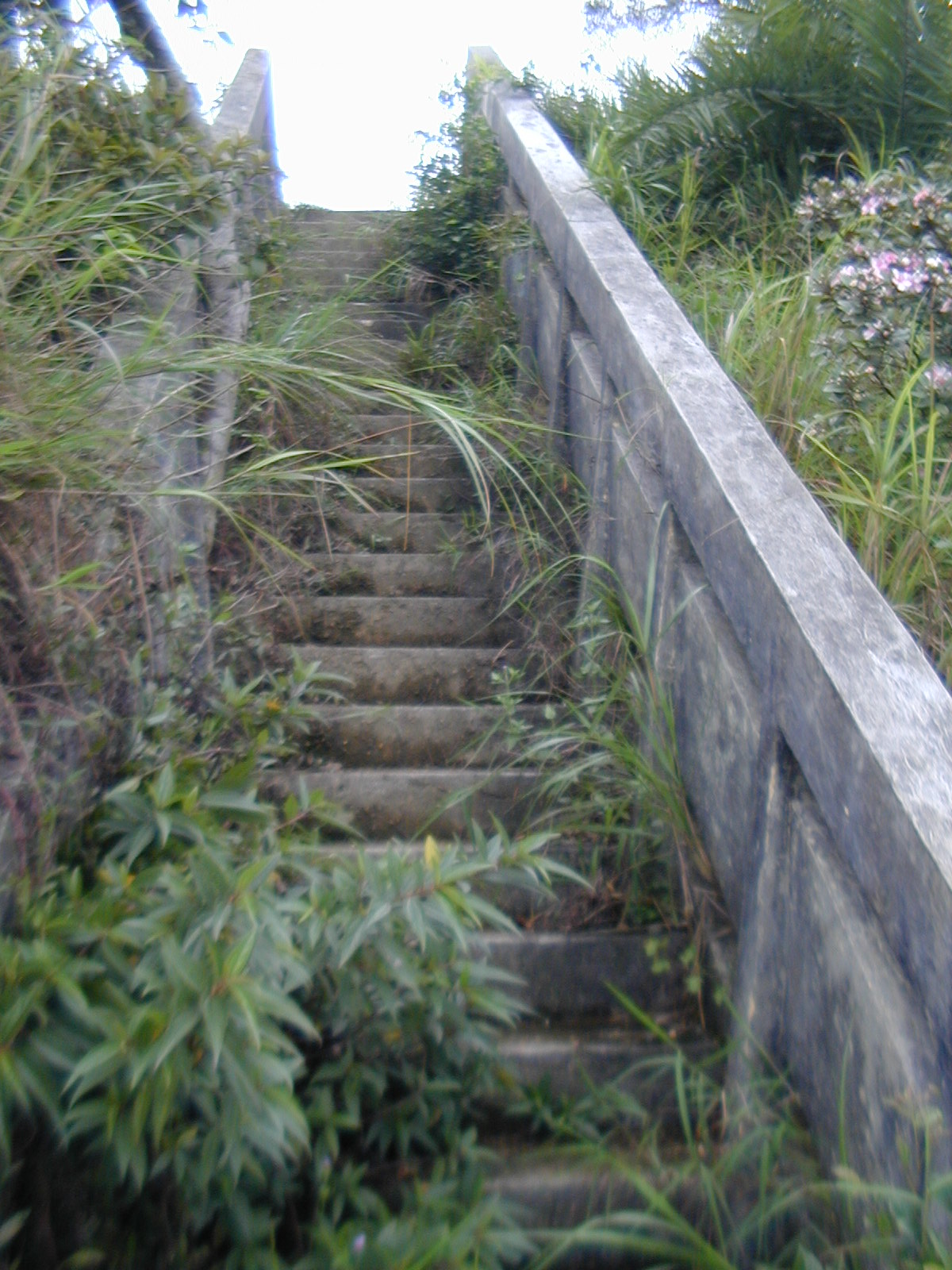
長滿雜草的樓梯
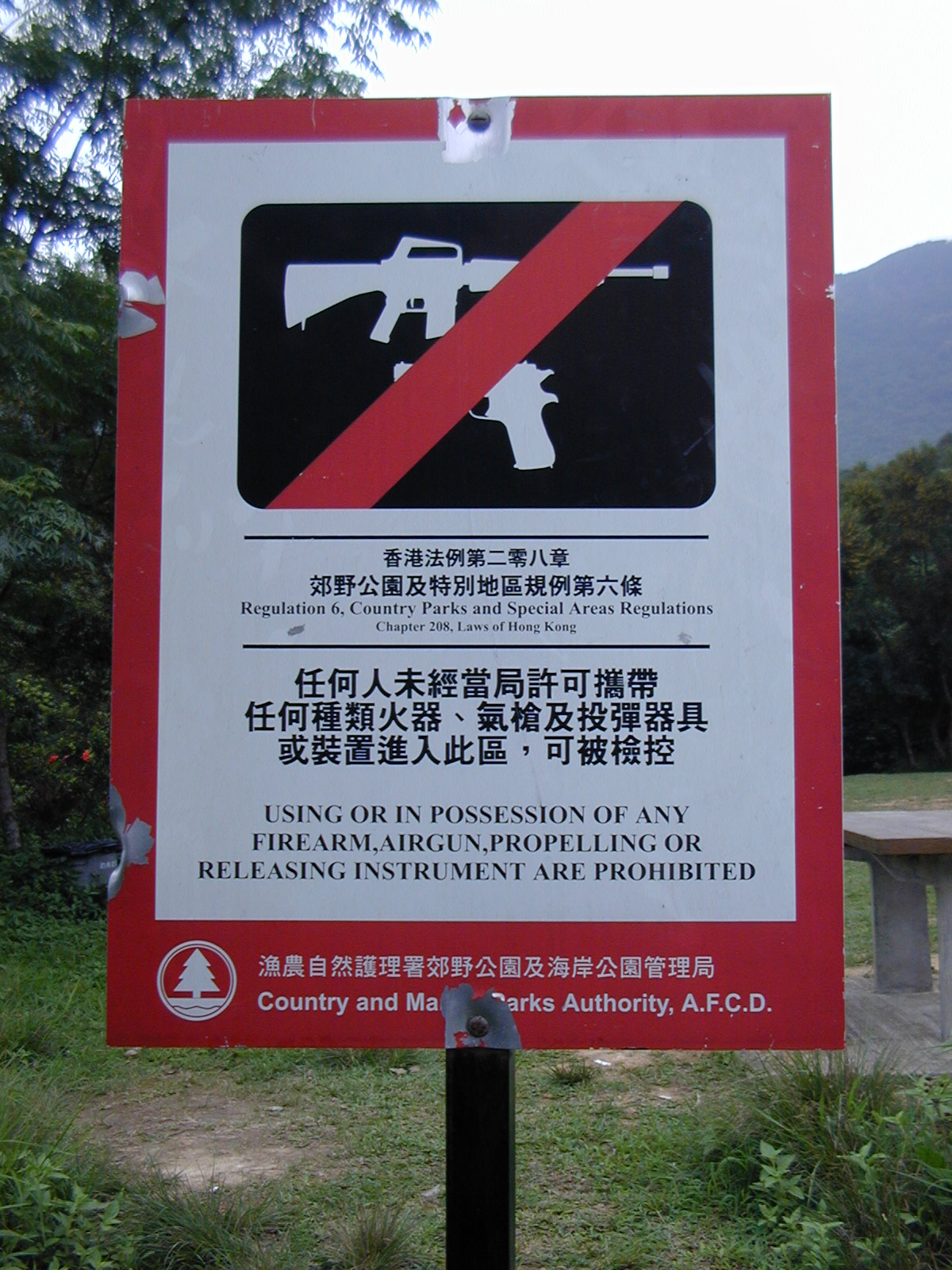
禁止打野戰的警告牌

### 龍虎山觀景台
龍虎山觀景台位於西高山西北面的山腰，夏力道盡頭的龍虎山郊野公園郊遊區2號場內，建於西高山機槍堡之上。從觀景台，遊人可以盡覽香港島西面的海景，包括西面的維多利亞港和南面的東西博寮海峽。而可以看到的地方（由左至右）則包括華富邨、南丫島、瑪麗醫院、坪洲、交椅洲、愉景灣、摩星嶺、青洲、馬灣、青衣、青衣大橋、葵青貨櫃碼頭、大帽山、昂船洲、龍虎山、筆架山、獅子山和飛鵝山。

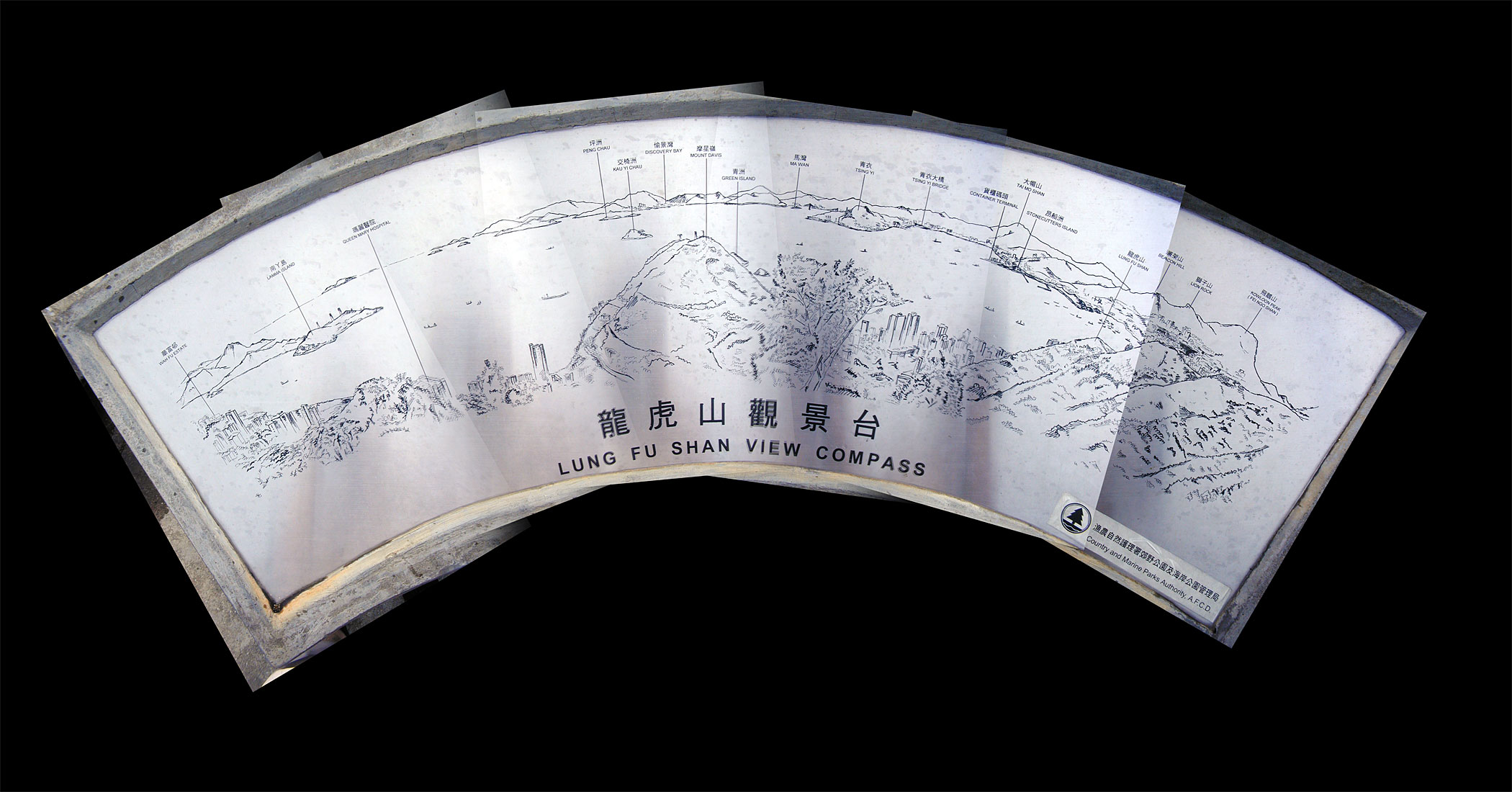
觀景台說明圖，由多張圖片重新組合而成，攝於2002年12月7日

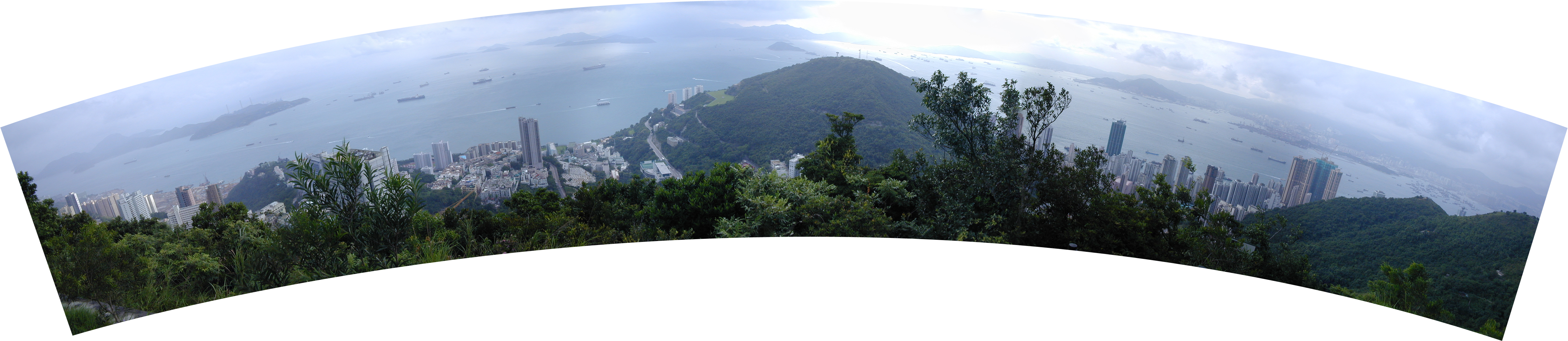
觀景台全景圖，由多張圖片重新組合而成，攝於2002年12月7日

## 鄰近的郊野公園
- 薄扶林郊野公園

## 站外連結
- 漁農自然護理署 龍虎山 （页面存档备份，存于）
- 龍虎山劃定為第二十三個郊野公園 （页面存档备份，存于）
- 陳尚權情繫 龍虎山旅遊[永久]
- 龍虎山郊野公園晨運之友會 （页面存档备份，存于）